# Ștefan Birtalan
Ștefan Birtalan (25. září 1948 Jibou – 27. května 2024 Bukurešť) byl rumunský házenkář. S rumunskou házenkářkou reprezentací získal tři olympijské medaile, stříbro na hrách v Montrealu roku 1976 (byl zde nejlepším střelcem turnaje) a dva bronzy, v Mnichově roku 1972 a v Moskvě 1980. Krom toho se s reprezentací dvakrát stal mistrem světa (1970, 1974), přičemž na druhém z těchto turnajů byl se 43 góly nejlepším střelcem. Celkem za reprezentaci odehrál 231 zápasů a vstřelil v nich 993 branek. S klubem Steaua Bukurešť (kde působil v letech 1970–1985) v roce 1977 vyhrál Pohár mistrů evropských zemí, nejprestižnější klubovou soutěž Evropy. Mezinárodní házenkářská federace ho třikrát vyhlásila světovým házenkářem roku (1974, 1976, 1977). Po skončení hráčské kariéry se stal trenérem, vedl rumunskou juniorskou reprezentaci, Steauu Bukurešť a také reprezentaci Kataru (1994–1999).